# Liste der Kulturdenkmäler in Haßloch
In der Liste der Kulturdenkmäler in Haßloch sind alle Kulturdenkmäler der rheinland-pfälzischen Gemeinde Haßloch aufgeführt. Grundlage ist die Denkmalliste des Landes Rheinland-Pfalz (Stand: 19. Dezember 2024).

## Denkmalzonen
| Bezeichnung                        | Lage | Baujahr                | Beschreibung | Bild |
| ---------------------------------- | --- | ---------------------- | --- | --- |
| Denkmalzone Alter Friedhof         | Bahnhofstraße Lage | 1767                   | 1767 angelegt, mehrmals erweitert; auf drei Seiten von einer Mauer eingefasst; monumentales Kriegerdenkmal 1870/71, 1914/18 und 1939/45, 1958 von Franz Lind, Freinsheim; spätbarockes Friedhofskreuz, bezeichnet 1749 (?); Kriegerdenkmal 1914/18, Gelbsandstein, Metallkorpus; Grabmäler: Familie Sauerbrunn, Muschelkalk, 1920er Jahre von A. Jausel, Haßloch; Familie Schwarz-Münch, neuklassizistisch, 1930er Jahre; Familie Berrsche, Galvanoplastik, 1883 von Villeroy & Boch, Merzig; E. Anicker († 1908), Jugendstil, um 1910; Familie Brauch, Granit und Galvanorelief, um 1910/20; A. Trautwein († 1914), Muschelkalk; spätbarocke Grabplatte, 18. Jahrhundert; Ph. H. Gutwein († 1833), spätklassizistisch; Chr. und Elisabetha Haß († 1854), spätklassizistisches Kindergrabmal | weitere Bilder Fotos hochladen |
| Denkmalzone Heinrich-Brauch-Straße | Heinrich-Brauch-Straße 2–12 Lage | um 1925                | durch Hoftore miteinander verbundene giebelständige Heimatstilbauten, um 1925 | BW |
| Denkmalzone Jüdischer Friedhof     | Dr.-Siebenpfeiffer-Straße Lage | 1846                   | 1846 angelegt, 1862/63, 1876, 1892 und 1922 erweitert, Sandsteinmauer 19. Jahrhundert; spätklassizistische und historistische Grabsteine | weitere Bilder Fotos hochladen |
| Denkmalzone Ortskern               | Am Jahnplatz 2, 3a und 4, Bahnhofstraße 1a, 1b und 2, Burggraben 3, Deidesheimer Weg 2 und 2a, Gillergasse 1–41, Kirchgasse 1–44a (ohne Nr. 36), Krämergasse 2, 3, 4a und 4b, Langgasse 19-183 (ohne Nr. 114, 116, 123a, 123b, 133 und 135), Leo-Loeb-Straße 6, 8, 11 und 13, Ohliggasse 1–14, Parkstraße 1, Pfaffengasse 2, Pfarrgasse 1–25 und 27a–29a, Rösselgasse 1, 1a, 2 und 5, Schillerstraße 1, 1a, 19 und 23, Taubengasse 1 und 23 Lage | ab dem 16. Jahrhundert | Vom großflächig sich ausbreitenden Dorf der gut erhaltene barocke Teil mit Oberdorf und Unterdorf, geschlossene Bebauung mit Dreiseit- und Hakenhöfen mit Scheunenkranz und Hausgärten, Kirchen, Schulen, jüdischem Lehrerhaus, Rathaus, Bebauung zum Teil bis ins 16. Jahrhundert zurückreichend | [[Vorlage:Bilderwunsch/code!/C:49.363255,8.255762!/D:Am Jahnplatz 2, 3a und 4, Bahnhofstraße 1a, 1b und 2, Burggraben 3, Deidesheimer Weg 2 und 2a, Gillergasse 1–41, Kirchgasse 1–44a (ohne Nr. 36), Krämergasse 2, 3, 4a und 4b, Langgasse 19-183 (ohne Nr. 114, 116, 123a, 123b, 133 und 135), Leo-Loeb-Straße 6, 8, 11 und 13, Ohliggasse 1–14, Parkstraße 1, Pfaffengasse 2, Pfarrgasse 1–25 und 27a–29a, Rösselgasse 1, 1a, 2 und 5, Schillerstraße 1, 1a, 19 und 23, Taubengasse 1 und 23,!/\|BW]] |
| Denkmalzone Langgasse              | Langgasse 101–175a (ungerade Nummern) und 102–180 (gerade Nummern) Lage | 18. Jahrhundert        | Ensemble von Haus-Hofanlagen, zumeist aus dem 18. Jahrhundert | Fotos hochladen |

## Einzeldenkmäler
| Bezeichnung                        | Lage                                                      | Baujahr                                | Beschreibung | Bild                           |
| ---------------------------------- | --------------------------------------------------------- | -------------------------------------- | --- | ------------------------------ |
| Hofanlage                          | Bahnhofstraße 18 Lage                                     | 1886                                   | Dreiseithof; historisierender Krüppelwalmdachbau, 1886, Erweiterung 1904, straßenbildprägend; Vorbehalt, Fachwerkbau mit Krüppelwalmdach, wohl frühes 19. Jahrhundert | Fotos hochladen                |
| Fassade                            | Bahnhofstraße, an Nr. 22 Lage                             | 1744                                   | Giebelfassade mit Zierfachwerk, bezeichnet 1744 | Fotos hochladen                |
| Wohnhaus                           | Bahnhofstraße 25 Lage                                     | 1901                                   | villenartiges Wohnhaus, gründerzeitlicher Ziegelbau, 1901 | Fotos hochladen                |
| Protestantisches Pfarrhaus         | Bahnhofstraße 27 Lage                                     | 1907                                   | kubischer Walmdachbau, Reformarchitektur, 1907, Architekt Michael Miller, Kaiserslautern | Fotos hochladen                |
| Wohnhaus                           | Bahnhofstraße 44 Lage                                     | 1907/08                                | anspruchsvolles villenartiges Wohnhaus im Landhausstil, 1907/08, Architekt Handrich, Haßloch; rückwärtig Wirtschaftsgebäude | Fotos hochladen                |
| Hofanlage                          | Forstgasse 4 Lage                                         | 1719                                   | Dreiseithof, ehemals bezeichnet 1719; Fachwerkwohnhaus mit Krüppelwalmdach, Scheune bezeichnet 1776, Vorbehalt, Fachwerkbau mit Krüppelwalmdach, 1857, Keller bezeichnet 1817; ortsbildprägend | Fotos hochladen                |
| Hofanlage                          | Forstgasse 23 Lage                                        | 1752                                   | Hakenhof; eineinhalbgeschossiges Fachwerkwohnhaus, bezeichnet 1752, Stall bezeichnet 1863; straßenbildprägend | Fotos hochladen                |
| Hofanlage                          | Forstgasse 28 Lage                                        | Anfang des 19. Jahrhunderts            | Hakenhof; Fachwerkwohnhaus mit Krüppelwalmdach, Anfang des 19. Jahrhunderts, Fachwerkscheune | Fotos hochladen                |
| Hofanlage                          | Forstgasse 70/71 Lage                                     | spätes 18. Jahrhundert                 | Dreiseithof, spätes 18. Jahrhundert; eineinhalbgeschossiges spätbarockes Wohnhaus, teilweise Fachwerk, bezeichnet 1782, Vorbehalt, eineinhalbgeschossiger Fachwerkbau | Fotos hochladen                |
| Jüdisches Lehrerwohnhaus           | Gillergasse 1 Lage                                        | 1908                                   | ehemaliges jüdisches Lehrerwohnhaus mit Schulsaal; eingeschossiger Winkelbau mit Mansarddach, Landhaus- und Heimatstil-Motive, 1908 | Fotos hochladen                |
| Hofanlage                          | Gillergasse 9 Lage                                        | 18. Jahrhundert                        | Dreiseithof; stattliches Wohnhaus, teilweise Fachwerk, 18. Jahrhundert, Toranlage bezeichnet 1732 | BW                             |
| Hofanlage                          | Gillergasse 10 Lage                                       | 1807                                   | Wohnhaus, teilweise Fachwerk, 1807, Vorbehalt, Hoftor bezeichnet 1805, Fachwerkscheune | Fotos hochladen                |
| Hofanlage                          | Gillergasse 11 Lage                                       | 16. bis 18. Jahrhundert                | sogenanntes „Ältestes Haus“; Dreiseithof, 16. bis 18. Jahrhundert; Wohnhaus über Hochkeller bezeichnet 1599, reiches Fachwerkgeschoss, Krüppelwalmdach, Toranlage bezeichnet 1744, straßenbildprägend; Fachwerkscheune 1742 | Fotos hochladen                |
| Hofanlage                          | Gillergasse 15 Lage                                       | frühes 18. Jahrhundert                 | Dreiseithof; Fachwerkwohnhaus mit Krüppelwalmdach, wohl aus dem frühen 18. Jahrhundert, Scheune angeblich 1772, Nebengebäude 19. Jahrhundert | Fotos hochladen                |
| Hofanlage                          | Gillergasse 25 Lage                                       | 19. Jahrhundert                        | Dreiseithof, 19. Jahrhundert; eineinhalbgeschossiges Fachwerkwohnhaus, bezeichnet 1832, Hoftor bezeichnet 1851, Scheune angeblich 1862, Stall 1893, Waschküche | BW                             |
| Hofanlage                          | Gillergasse 35 Lage                                       | frühes 19. Jahrhundert                 | Hakenhof, frühes 19. Jahrhundert; eineinhalbgeschossiges Fachwerkwohnhaus, bezeichnet 1816, Hoftor bezeichnet 1828, Fachwerkscheune 1831, Stall, Erneuerung 1892 | Fotos hochladen                |
| Hofanlage                          | Kirchgasse 38, 38a Lage                                   | spätes 18. oder frühes 19. Jahrhundert | Dreiseithof; Krüppelwalmdachbau, teilweise Fachwerk, spätes 18. oder frühes 19. Jahrhundert, Vorbehalt erste Hälfte des 19. Jahrhunderts, Scheune bezeichnet 1805; straßenbildprägend | Fotos hochladen                |
| Hofanlage                          | Kirchgasse 41 Lage                                        | 1835–37                                | Dreiseithof, 1835–37; Krüppelwalmdachbau, teilweise Fachwerk, überbaute Torfahrt, bezeichnet 1837; Wirtschaftsgebäude 19. Jahrhundert | Fotos hochladen                |
| Hofanlage                          | Kirchgasse 42 Lage                                        | 1809                                   | Dreiseithof; eineinhalbgeschossiger Krüppelwalmdachbau, teilweise Fachwerk, bezeichnet 1809, Hoftor bezeichnet 1805, Stallscheune bezeichnet 1810, rechtsbündiger Trakt 1884 | Fotos hochladen                |
| Hofanlage                          | Kirchgasse 43 Lage                                        | 19. Jahrhundert                        | Dreiseithof, 19. Jahrhundert; nachbarocker Krüppelwalmdachbau, teilweise Fachwerk, bezeichnet 1833; straßenbildprägend; Scheune und Schuppen, bezeichnet 1844, weitere Wirtschaftsgebäude aus der zweiten Hälfte des 19. Jahrhunderts                                                                                                  | Fotos hochladen                |
| Torpfosten                         | Kirchgasse, an Nr. 51/53 Lage                             | 17. oder 18. Jahrhundert               | Torpfosten, barocke Sandsteinpfeiler | Fotos hochladen                |
| Hofanlage                          | Kühngasse 7 Lage                                          | frühes 19. Jahrhundert                 | stattlicher Dreiseithof, frühes 19. Jahrhundert; eineinhalbgeschossiges Fachwerkwohnhaus, bezeichnet 1807, Vorbehalt, teilweise Fachwerk, bezeichnet 1840 | BW                             |
| Hofanlage                          | Langgasse 20 Lage                                         | 18. Jahrhundert                        | ehemaliger Dreiseithof; Wohnhaus, teilweise Zierfachwerk, 18. Jahrhundert, Vorbehalt mit Stall, 1905 | weitere Bilder Fotos hochladen |
| Hofanlage                          | Langgasse 25 Lage                                         | 19. Jahrhundert                        | Dreiseithof, 19. Jahrhundert; Fachwerkwohnhaus mit Krüppelwalmdach, bezeichnet 1829, Torfahrt bezeichnet 1832; straßenbildprägend | weitere Bilder Fotos hochladen |
| Hofanlage                          | Langgasse 45 Lage                                         | 1826                                   | Dreiseithof; Krüppelwalmdachbau, teilweise Fachwerk, bezeichnet 1826; straßenbildprägend; Backstein-Stall, bezeichnet 1909 | weitere Bilder Fotos hochladen |
| Hofanlage                          | Langgasse 49 Lage                                         | 18. Jahrhundert                        | Dreiseithof; eineinhalbgeschossiges Wohnhaus, teilweise Fachwerk, 18. Jahrhundert, Torfahrt bezeichnet 1757, eineinhalbgeschossiger barocker Vorbehalt, wohl von 1757 | weitere Bilder Fotos hochladen |
| Torfahrt                           | Langgasse, an Nr. 61 Lage                                 | 17. Jahrhundert                        | Torfahrt, bezeichnet 1763, jedoch aus dem 17. Jahrhundert | weitere Bilder Fotos hochladen |
| Hofanlage                          | Langgasse 62 Lage                                         | 1740                                   | stattlicher Dreiseithof, bezeichnet 1740; barocker Walmdachbau, Vorbehalt; im Hof Immaculata, 18. Jahrhundert | Fotos hochladen                |
| Tanzsaal                           | Langgasse, zu Nr. 66 Lage                                 | frühes 20. Jahrhundert                 | im Hof zweigeschossiger ehemaliger Tanzsaal der Brauerei Löwer, frühes 20. Jahrhundert mit Veränderungen um 1925 | weitere Bilder Fotos hochladen |
| Fassade                            | Langgasse, an Nr. 72 Lage                                 | spätes 17. oder 18. Jahrhundert        | traufseitig reiche Fachwerkfassade, spätes 17. oder 18. Jahrhundert | weitere Bilder Fotos hochladen |
| Protestantische Christuskirche     | Langgasse 76 Lage                                         | ab dem 14. Jahrhundert                 | ehemalige reformierte Pfarrkirche; Saalbau, bezeichnet 1752, Turm, bezeichnet 1700, auf Geschoss des 14. Jahrhunderts, neuromanisches Glockengeschoss und Toranlage, bezeichnet 1902, Arch. J. Brunner, Ludwigshafen | weitere Bilder Fotos hochladen |
| Hofanlage                          | Langgasse 87 Lage                                         | 18. Jahrhundert                        | Hakenhof; Krüppelwalmdachbau, teilweise Fachwerk, 18. Jahrhundert, Stall, teilweise Fachwerk, 1860, Bruchsteinscheune; Holzschuppen und Schweinestall 1918/19 | weitere Bilder Fotos hochladen |
| Wohnhaus                           | Langgasse 89 Lage                                         | 1886                                   | villenartiges späthistoristisches Wohnhaus auf unregelmäßigem Grundriss, 1886 | weitere Bilder Fotos hochladen |
| Toranlage                          | Langgasse, an Nr. 94 Lage                                 | 1722                                   | Toranlage, bezeichnet 1722 | Fotos hochladen                |
| Reformiertes Schulhaus             | Langgasse 101 Lage                                        | 1774                                   | ehemaliges reformiertes Schulhaus; eingeschossiger Putzbau mit wuchtigem Mansardwalmdach, bezeichnet 1774 | Fotos hochladen                |
| Protestantisches Diakonissenhaus   | Langgasse 109 Lage                                        | 1902                                   | Krüppelwalmdachbau, bezeichnet 1902, im Kern älter; straßenbildprägend | weitere Bilder Fotos hochladen |
| Hofanlage                          | Langgasse 111 Lage                                        | 1767                                   | Hakenhof; eineinhalbgeschossiges Wohnhaus, teilweise massiv, bezeichnet 1767, Wirtschaftsgebäude, teilweise Fachwerk | BW                             |
| Wohnhaus                           | Langgasse 119 Lage                                        | 16. oder frühes 17. Jahrhundert        | im 18. Jahrhundert überformtes, 1946 im Erdgeschoss erneuertes Wohnhaus, teilweise Fachwerk, wohl aus dem 16. oder frühen 17. Jahrhundert | weitere Bilder Fotos hochladen |
| Toranlage                          | Langgasse, an Nr. 126 Lage                                | 1754                                   | Toranlage, bezeichnet 1754 | weitere Bilder Fotos hochladen |
| Gasthof „Zum Weißen Ross“          | Langgasse 134/136 Lage                                    | 18. Jahrhundert                        | ehemaliger Gasthof „Zum Weißen Ross“; Dreiseithof, 18. Jahrhundert; zwei großvolumige Wohnhäuser, Krüppelwalmdachbauten, teilweise Fachwerk, Nr. 136 bezeichnet 1762, Nr. 134 bezeichnet 1765, zwei Torfahrten, Wirtschaftsgebäude mit Fachwerkaufbauten, Gartenpavillon um 1900; straßenbildprägend                                   | weitere Bilder Fotos hochladen |
| Gasthof „Zum Schwanen“             | Langgasse 138 Lage                                        | 1773                                   | ehemaliger Gasthof „Zum Schwanen“; Krüppelwalmdachbau, teilweise Fachwerk, ehemals bezeichnet 1773, bauzeitlicher Ausleger, Schmiedeeisen | weitere Bilder Fotos hochladen |
| Wohnhaus                           | Langgasse 139 Lage                                        | erste Hälfte des 18. Jahrhunderts      | barocker Krüppelwalmdachbau, teilweise Zierfachwerk, erste Hälfte des 18. Jahrhunderts; straßenbildprägend | Fotos hochladen                |
| Hofanlage                          | Langgasse 141 Lage                                        | 18. und 19. Jahrhundert                | Dreiseithof, 18. und 19. Jahrhundert; Krüppelwalmdachbau, teilweise Fachwerk, bezeichnet 1749, Vorbehalt (unvollendet), Mitte des 19. Jahrhunderts; im Laufe des 19. Jahrhunderts ausgebaute Wirtschaftsgebäude, Scheune bezeichnet 1868                                                                                               | Fotos hochladen                |
| Protestantisches Pfarrhaus         | Langgasse 141a Lage                                       | 1907                                   | sandsteingegliederter Putzbau in barockisierendem Heimatstil, 1907, Architekt Michael Miller, Kaiserslautern | Fotos hochladen                |
| Hofanlage                          | Langgasse 142 Lage                                        | 18. Jahrhundert                        | Hakenhof, 18. Jahrhundert; Krüppelwalmdachbau, teilweise Fachwerk, Toranlage bezeichnet 1784 | BW                             |
| Hofanlage                          | Langgasse 147 Lage                                        | 1824                                   | Hakenhof; Fachwerkwohnhaus, teilweise massiv, Krüppelwalmdach, 1824; straßenbildprägend mit Nr. 149 | weitere Bilder Fotos hochladen |
| Hofanlage                          | Langgasse 149 Lage                                        | 1824                                   | Hakenhof; Fachwerkwohnhaus, teilweise massiv, Krüppelwalmdach, wohl von 1824; straßenbildprägend mit Nr. 147 | weitere Bilder Fotos hochladen |
| Hofanlagen                         | Langgasse 156/158 Lage                                    | 1828                                   | Doppelanwesen, zwei spiegelsymmetrische Dreiseithöfe; zwei Wohnhäuser, Krüppelwalmdachbauten, teilweise Fachwerk, Nr. 158 bezeichnet 1828, Scheune 1889, Nr. 156 bezeichnet 1834, Nebengebäude aus dem 18. Jahrhundert | Fotos hochladen                |
| Fassade                            | Langgasse, an Nr. 167 Lage                                | Anfang des 20. Jahrhunderts            | historisierende Fassade mit Tripelarkade des Saals der Herrnhuter Brüdergemeine, Anfang des 20. Jahrhunderts | Fotos hochladen                |
| Wohnhaus                           | Ohliggasse 5 Lage                                         | 18. Jahrhundert                        | stattliches Fachwerkwohnhaus, teilweise massiv, 18. Jahrhundert | Fotos hochladen                |
| Wohnhaus                           | Ohliggasse 13 Lage                                        | 18. Jahrhundert                        | eineinhalbgeschossiges Wohnhaus, teilweise barockes Fachwerk, 18. Jahrhundert | Fotos hochladen                |
| Fassade                            | Pfarrgasse, an Nr. 1/2 Lage                               | 1738                                   | Fachwerkfassade, bezeichnet 1738; straßenbildprägend | Fotos hochladen                |
| Hofanlage                          | Pfarrgasse 11 Lage                                        | 18. Jahrhundert                        | Hakenhof; Krüppelwalmdachbau, Fachwerk, 18. Jahrhundert, Fachwerkstall; Scheune mit Stall und Keller, Sandstein, 19. Jahrhundert | BW                             |
| Wohnhaus                           | Pfarrgasse 20 Lage                                        | frühes 19. Jahrhundert                 | Wohnhaus, teilweise Fachwerk, wohl frühes 19. Jahrhundert, stattliche Toranlage; straßenbildprägend mit Nr. 22 | Fotos hochladen                |
| Wohnhaus                           | Pfarrgasse 22 Lage                                        | 1709                                   | barockes Fachwerkwohnhaus, teilweise massiv, bezeichnet 1709 | Fotos hochladen                |
| Grabplatte und Skulpturen          | Rösselgasse, in Nr. 4 Lage                                | 1410 und 18. Jahrhundert               | im Neubau der katholische Pfarrkirche St. Gallus Ausstattungsstücke des barocken Vorgängers: Pfarrergrabplatte, bezeichnet 1410; Madonna und Pietà, 18. Jahrhundert | weitere Bilder Fotos hochladen |
| Altes Rathaus                      | Rösselgasse 5 Lage                                        | 1784                                   | jetzt Musikschule; stattlicher spätbarocker Walmdachbau mit zwiebelhaubenbekröntem Dachreiter, bezeichnet 1784, Sandsteintafel von 1616 | Fotos hochladen                |
| Protestantische Lutherkirche       | Schillerstraße 1 Lage                                     | 1729/30                                | ehemalige lutherische Pfarrkirche; barocker Saalbau, 1729/30; an der Gillergasse klassizistisches Grabmal, um 1816; vor der Kirche Kriegerdenkmal 1914/18, neuklassizistisch, von J. W. Steger, Neustadt an der Weinstraße | Fotos hochladen                |
| St.-Joseph-Haus                    | Schillerstraße 2 Lage                                     | 1897                                   | neubarocker Walmdachbau mit zweifarbiger Backsteinfassade, 1897, Nischenfigur des hl. Joseph; straßenbildprägend | Fotos hochladen                |
| Katholische Pfarrkirche St. Ulrich | St.-Ulrich-Straße 15 Lage                                 | 1958/59                                | stattlicher betongegliederter Ziegelbau mit Putzflächen auf trapezförmigem Grundriss, 1958/59, Architekt Wilhelm Schulte II., Speyer; ortsbildprägend | weitere Bilder Fotos hochladen |
| Sägmühle                           | südlich des Ortes am Rehbach Lage                         | ab 1597                                | auch Rödtmühle; stattlicher Vierseithof, 18. und 19. Jahrhundert mit älteren Resten; Wohnhaus bezeichnet 1597, 1889 erneuert, Mühlenbau, 1889 und 1913 erneuert, Toranlage bezeichnet 1765, Wirtschaftsgebäude, teilweise Fachwerk, 18. Jahrhundert, Scheune bezeichnet 1777, 1860 erweitert; im Hof Sandsteinpfeiler, bezeichnet 1587 | Fotos hochladen                |
| Kilometerstein                     | südlich des Ortes an der L 529 Lage                       | 1833                                   | Kilometerstein, Kegelstumpf, 1833 als Stundensäule aufgestellt, 1872 umgearbeitet | Fotos hochladen                |
| Fronmühle                          | südlich des Ortes an der L 530 Lage                       | ab 1867                                | ehemalige Kameral-Frohnde-Mühle; ursprünglich unregelmäßiger Vierseithof, Ausbau in der zweiten Hälfte des 19. Jahrhunderts; Backstein-Wohnhaus, bezeichnet 1883, gleichzeitig zweieinhalbgeschossiger Mühlenbau, Backstein-Scheune 1867, 1881 und 1925 ergänzt                                                                        | weitere Bilder Fotos hochladen |
| Neumühle                           | südöstlich des Ortes am Rehbach Lage                      | 19. Jahrhundert                        | Vierseithof, 19. Jahrhundert; spätklassizistisches Wohnhaus und Stallungen, 1871, klassizistisches Hoftor, bezeichnet 1830, Ökonomien, teilweise Fachwerk, wohl 1830, Mühlenbau nach Bränden 1893 und 1936 erneuert | Fotos hochladen                |
| Jugendhof Haßloch                  | südöstlich des Ortes an der L 532 (Lindenstraße 100) Lage | 1850                                   | ehemaliges evangelisches Rettungshaus; Hauptfassade des langgestreckten Putzbaus, linker Flügel spätklassizistisch, 1850, rechter Flügel und Giebelrisalit 1906 | Fotos hochladen                |
| Obermühle                          | südwestlich des Ortes am Rehbach Lage                     | 1809                                   | Hofanlage; spätbarocker Krüppelwalmdachbau, teilweise Fachwerk (verputzt), bezeichnet 1809, dreigeschossiger Mühlenbau, Aufstockung im 19. Jahrhundert, klassizistisches Hoftor, bezeichnet 1805, ehemalige Scheune, 1870 mit älteren Teilen                                                                                           | Fotos hochladen                |
| Pfalzmühle                         | westlich des Ortes am Rehbach Lage                        | 1840                                   | Vierseithof mit Bruchsteinbauten; spätklassizistisches Wohnhaus, bezeichnet 1840, Toranlage bezeichnet 1842, Scheune und Stallungen, bezeichnet 1840 | Fotos hochladen                |

## Ehemalige Kulturdenkmale
| Bezeichnung | Lage                        | Baujahr         | Beschreibung | Bild            |
| ----------- | --------------------------- | --------------- | --- | --------------- |
| Spolie      | Gillergasse, an Nr. 16 Lage | 1728            | Volutenstein, bezeichnet 1728; Gebäude abgerissen, Verbleib unbekannt                                                                                               | BW              |
| Hofanlage   | Langgasse 47 Lage           | 18. Jahrhundert | Dreiseithof, 18. Jahrhundert; Fachwerkwohnhaus (Sandsteinblock) bezeichnet 1728, Altenteil, Krüppelwalmdachbau, vor 1865, Fachwerkscheune; Wohnhaus 2012 abgerissen | Fotos hochladen |